# Rue de Dunkerque
La rue de Dunkerque est une voie des 9e arrondissement et 10e arrondissement de Paris, en France.

## Situation et accès
La rue de Dunkerque est une voie publique située dans les 9e arrondissement et 10e arrondissement de Paris. Elle débute au 43, rue d'Alsace et se termine aux 12, place d'Anvers et 39, boulevard de Rochechouart après avoir croisé les rues La Fayette, du Faubourg-Saint-Denis, de Saint-Quentin, la place Napoléon-III, le boulevard de Denain, les rues de Compiègne, de Maubeuge, Saint-Vincent-de-Paul, le boulevard de Magenta, les rues de Rocroy, du Faubourg-Poissonnière, de Rochechouart, l'avenue Trudaine et la rue Gérando.

## Origine du nom
Cette rue doit son nom à la ville du département du Nord, Dunkerque, desservie par la gare du Nord.

## Historique
La première section de la rue, d'une longueur totale de 552 mètres, est tracée entre les rues du Faubourg-Saint-Denis et du Faubourg Poissonnière. Elle fait partie d'un lotissement créé sur les terrains de l'ancien enclos Saint-Lazare, vendu par le domaine de l'État. Une ordonnance royale du 31 janvier 1827 autorise en effet messieurs André et Cottier, des banquiers, à ouvrir, sur leurs terrains, treize rues sous plusieurs conditions.

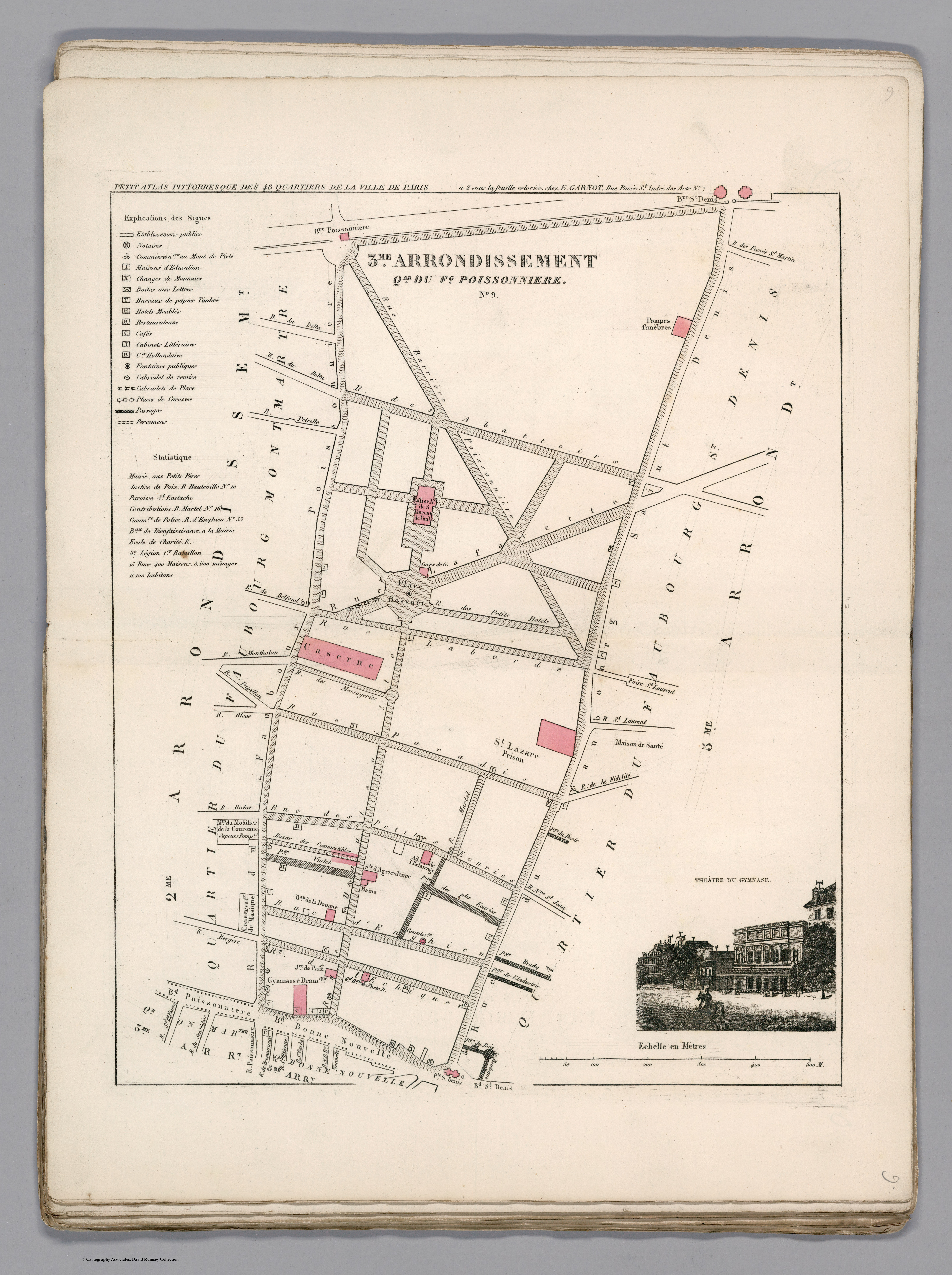
Plan du quartier du Faubourg Poissonnière dans l'ancien 3e arrondissement en 1834.
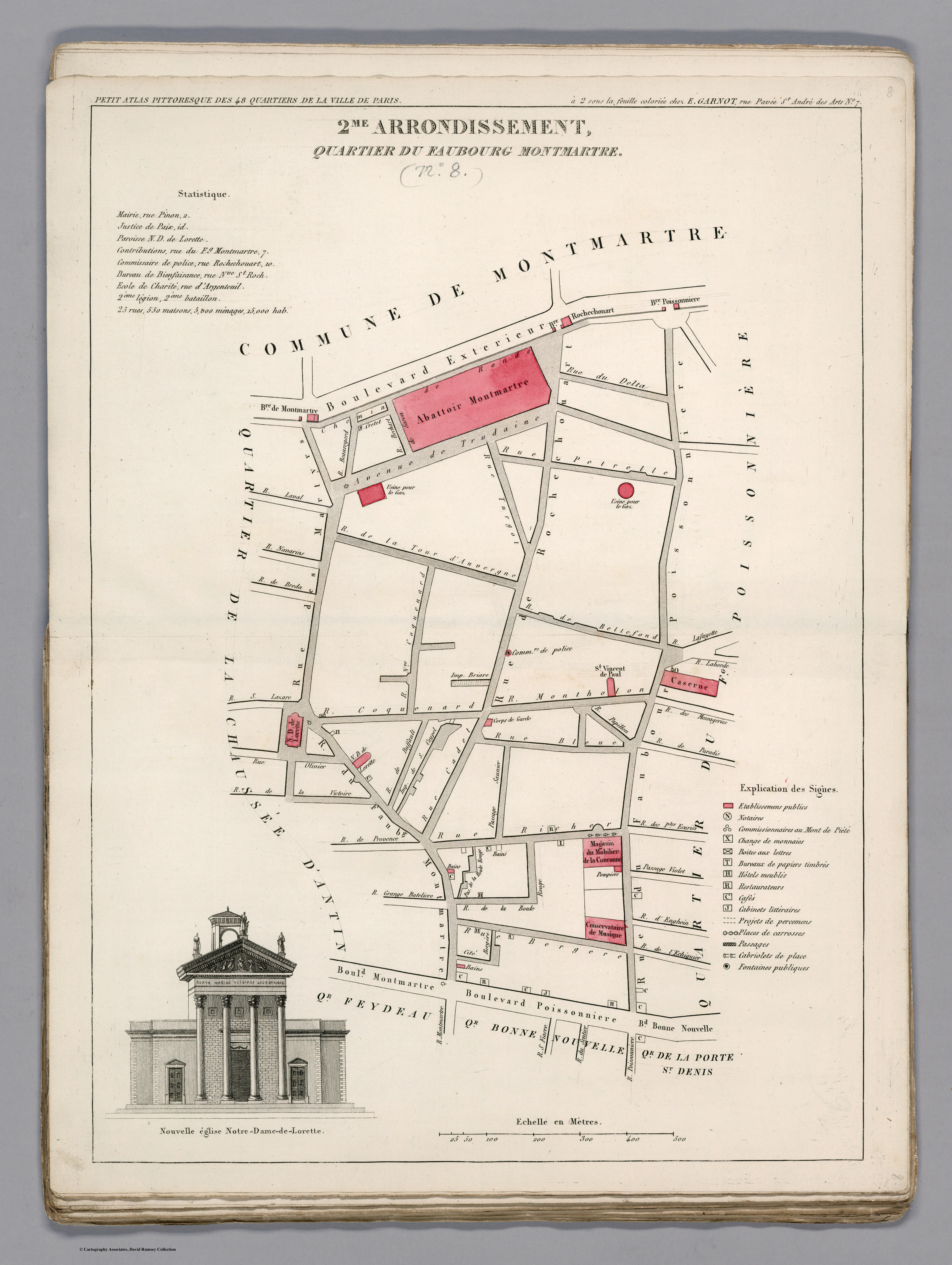
Plan du quartier du Faubourg Montmartre dans l'ancien 2e arrondissement en 1834.

La voie, dénommée rue des Abattoirs, car elle se dirigeait vers les abattoirs de Montmartre, faisait alors partie du 3e arrondissement de Paris, quartier du Faubourg-Poissonnière.
À l'est de la rue du Faubourg-Saint-Denis, la voie nouvelle se prolonge par une impasse ancienne, appelée « cul-de-sac Saint-Lazare » ou « impasse des Abattoirs » qui mène au marché à fourrages du faubourg Saint-Martin ».
La deuxième section de la rue est ouverte en 1839 entre la rue de Rochechouart et la rue du Faubourg-Poissonnière. Cette voie portait le nom de « rue Neuve-du-Delta » (à ne pas confondre avec l'actuelle rue du Delta). Son nom fait référence au fait que la rue est tracée à l'emplacement du jardin du Delta, lieu de villégiature et de divertissement du même type que le jardin Tivoli, fermé en 1824,. La voie faisait alors partie du 2e arrondissement de Paris, quartier du Faubourg-Montmartre,. Un décret du 6 septembre 1853 prévoit que « la rue en partie ouverte dans le prolongement de la rue de Dunkerque pour communiquer de la rue du Faubourg Poissonnière à la rue Rochechouart, en face de l'avenue Trudaine, est classée au nombre des voies publiques de la ville de Paris ».
En 1847, la « rue des Abattoirs » est renommée « rue de Dunkerque » du fait de la proximité de la gare du Nord.
En 1854, la « rue Neuve-du-Delta » est réunie à la « rue de Dunkerque »[réf. nécessaire]. La même année, un décret du 18 octobre prévoit la suppression du marché à fourrages et la vente du sol de l'impasse des Abattoirs afin de permettre l'agrandissement de la gare de l'Est. Seule la partie comprise entre la rue du Faubourg-Saint-Denis et la rue d'Alsace subsiste aujourd'hui.
La « rue Neuve-du-Delta » est prolongée jusqu'au boulevard de Rochechouart sur une partie des terrains de l'ancien abattoirs de Montmartre. Un arrêté du 14 avril 1871 prévoit que « les rues Gérando et de Dunkerque prolongée, ouvertes sur les terrains de l'ancien abattoir Montmartre, sont classées au nombre des voies publiques de la ville de Paris ».
En 1880, la compagnie d'assurance La Confiance construit un ensemble immobilier entre les rues de Dunkerque et du Faubourg-Poissonnière, occupant les numéros 44 à 50 sur cette première voie. La promotion consiste en quatre immeubles sur la rue de Dunkerque (tous sur rue), six immeubles sur la rue du Faubourg-Poissonnière (trois sur rue, trois sur jardin), et un hôtel entouré d'un jardin et pourvu de communs en fond de parcelle.
Au 45 de la rue de Dunkerque (immeuble traversant donnant également 138, rue du Faubourg-Poissonnière), s'élevait la fabrique de menuiserie Wallart. Il s'agissait d'un immeuble de trois étages en bois sculpté à ajustage à tenons et mortaises (les ateliers se trouvaient rue du Faubourg-Poissonnière, le porche principal pour le passage des camions s'ouvrait rue de Dunkerque), chef-d'œuvre d'architecture en bois, unique à Paris, édifié en 1896, disparu avec la construction au début des années 1970 de l'immeuble de rapport qui s'y trouve aujourd'hui.
En 1900, une gare annexe est construite à l'angle des rues du Faubourg-Saint-Denis et de Dunkerque pour les trains tramways et les trains de la Petite Ceinture,. Ce bâtiment est ensuite occupé par un bureau de poste jusqu'à sa fermeture en 2016.

## Bâtiments remarquables et lieux de mémoire
- no 22 : l'architecte Adolphe Dervaux y a vécu jusqu'à sa mort.
- no 29 : cinéma Ciné Nord. Ouvert en 1930, il s'agit d'abord d'un cinéma de quartier. Dans les années 1980, il devient un cinéma pornographique doté de deux salles (198 et 125 places). Une autre entrée se trouve 126 boulevard de Magenta. Il s'agissait d'un des derniers cinémas de ce genre à Paris (outre le Beverley 14 rue de la Ville-Neuve et l'Atlas 20 boulevard de Clichy). Il ferme en 2013. Une salle de théâtre le remplace après rénovation, le théâtre de la Boussole[22].
- no 43 : cet immeuble fut le siège de la Société parisienne d'édition des frères Offenstadt. C'est désormais le siège de La France insoumise.
- Nos 46, 48 et 50 : immeubles sur la rue de Dunkerque de l'ensemble immobilier construit par la compagnie d'assurance La Confiance en 1880, consistant en six immeubles sur la rue du Faubourg-Poissonnière (trois sur rue, trois sur jardin), quatre immeubles sur la rue de Dunkerque (tous sur rue), et un hôtel entouré d'un jardin et pourvu de communs en fond de parcelle.
- no 56 : Louise Augustine Gleizes (1861-1907) y naquit.
- no 91 : Alexis Kalaeff (1902-1978), artiste peintre y vécut.

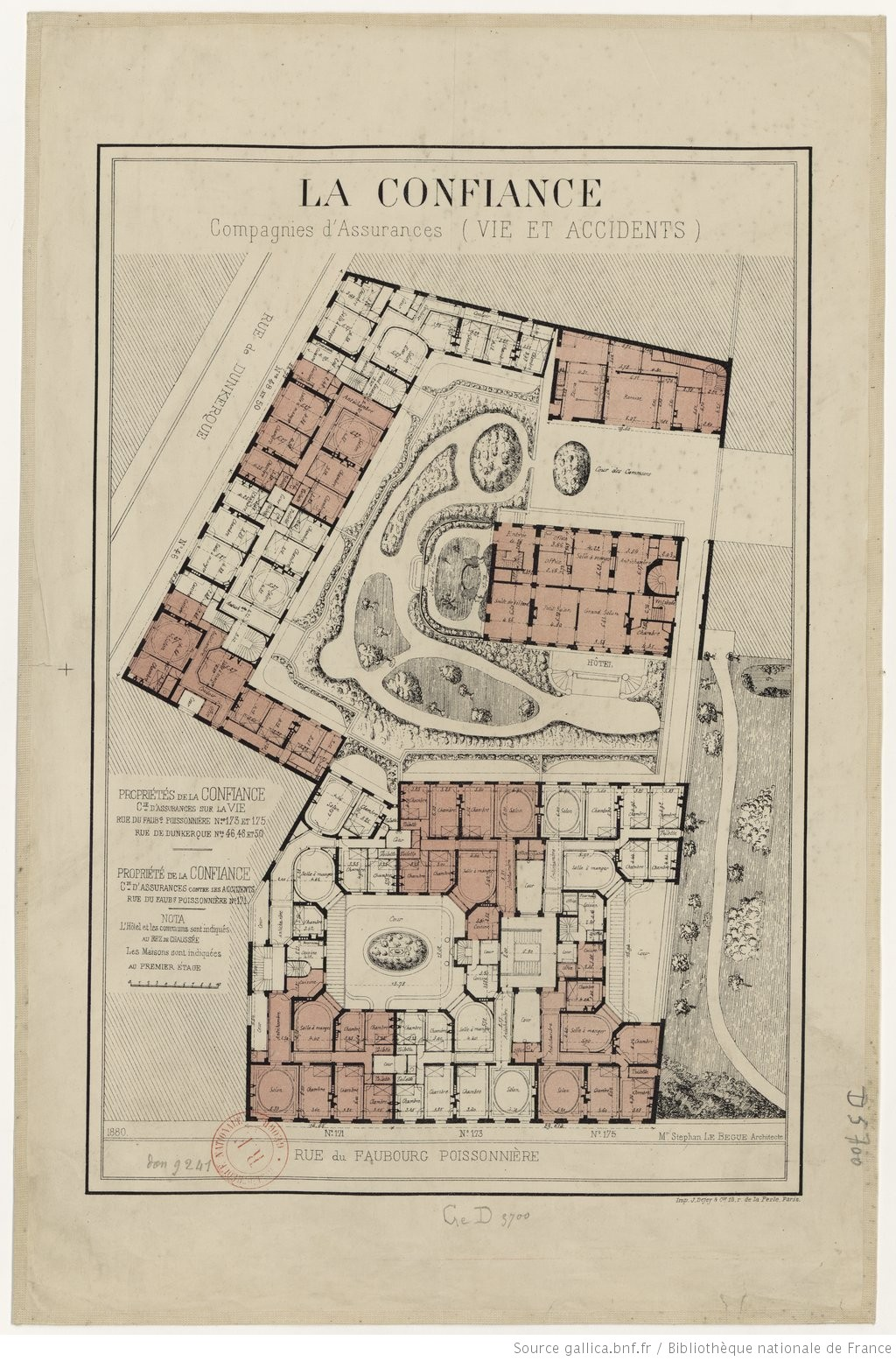
Plan de l'ensemble immobilier des Nos 171, 173 et 175 rue du Faubourg-Poissonnière et Nos 46, 48 et 50 rue de Dunkerque.